# John Herbert Evelyn Partington
John Herbert Evelyn Partington (1843–1899) war ein englisch-US-amerikanischer Maler.

## Leben
Partington begann im Alter von dreizehn Jahren zu malen. Im Alter von fünfzehn Jahren erhielt er Unterricht von einem Anstreichergesellen. Er verließ England und ging in die USA, fühlte sich da aber auf Dauer nicht wohl und kehrte nach England zurück. Er wurde dann als Zeichner bei einem Professor Scott Burn angestellt. Er besuchte die Manchester School of Art unter dem Leiter Mr. Muckley (1868–1870), der ihm zu einer Anstellung bei der Firma Shaw of St. Chad’s in Saddleworth als Zeichner von Karikaturen und Maler von Figuren in Glasmalerei verhalf. Er trat der Manchester Academy bei und wurde innerhalb eines Monats zum Mitglied ernannt. Ein Jahr später, im Alter von achtundzwanzig Jahren, erhielt er die Vollmitgliedschaft. 1872 stellte er erstmals in der Royal Academy aus und war Mitglied der Manchester Literary and Philosophical Society, für die er verschiedene Artikel und Zeichnungen verfasste.
Er gründete eine Kunstschule in Stockport, die nach dem Vorbild der Academie Julian in Paris geführt wurde, wo Meister und Schüler gemeinsam mit einem lebenden Modell arbeiteten.

## Das Leben in Kalifornien
Aus gesundheitlichen Gründen wanderten Partington, seine Frau und seine sieben Kinder nach Oakland, Kalifornien, aus. Alle sieben Kinder hatten Erfolg in künstlerischen Berufen: Blanche Partington, Richard Langtry Partington und Gertrude Partington Albright als Künstler, Phyllis Partington als Opernsängerin unter dem Namen Frances Peralta und John Allan Partington als Theaterleiter.
Sein Sohn Richard Langtry Partington (1868–1929) half ihm bei der Gründung der Partington School of Illustrating in der Pine Street 414 in San Francisco. Als die Schule 1906 durch ein Feuer zerstört wurde, wurde Richard zum Kurator der Piedmont Art Gallery. Partington unterrichtete acht Jahre lang an dieser Schule. Er starb in seinem Haus in East Oakland und wurde am 30. Januar 1899 auf dem Mountain View Cemetery beigesetzt.

## Das Bild von Ambrose Bierce
Während seines Aufenthalts in Kalifornien schuf Partington zahlreiche Porträts von renommierten Persönlichkeiten, darunter eines von Ambrose Gwinnett Bierce, der durch sein The Devil’s Dictionary (1906), ein Buch mit ironischen Definitionen, bekannt wurde. Auf der California Midwinter International Exposition of 1894 wurde Partington mit einer Goldmedaille ausgezeichnet.